# Guatteria punctata
Guatteria punctata é uma espécie de magnólia. Foi descrito pela primeira vez por Jean Baptiste Christophe Fusée Aublet, e recebeu o nome exato por Richard Alden Howard .  Guatteria punctata pertence ao gênero Guatteria, e família Annonaceae.
Este tipo de planta pode ser encontrado em:
- Suriname
- Guiana

Não existe esse tipo listado.